# Mehre
Mehre ist ein 1972 eingemeindeter Ortsteil der Hansestadt Uelzen im niedersächsischen Landkreis Uelzen. Mit 50 Einwohnern ist er der kleinste Ortsteil der Stadt.

## Geografie und Verkehr
Der Ort liegt östlich von der Stadt Uelzen auf 54 .

### Gewässer
Östlich und südlich des Ortes fließt der Mehrer Wassergraben, der über die Esterau, in die Stederau entwässert und somit zum Flusssystem der Ilmenau gehört.

### Verkehrsanbindung
Eine Heidebus-Linie (Borne – Uelzen – Klein Liedern – Mehre), betrieben durch den Haller Busbetrieb, ist die einzige ÖPNV-Verbindung.